# In Your Face
In Your Face er en single fra det finske metalband Children of Bodom der blev udgivet i 2005 fra deres album Are You Dead Yet?. 

## Numre
1. "In Your Face"
2. "Oops... I Did It Again" (Britney Spears cover)
3. "In Your Face" (censurerede radioversion)